# Freystadt
Freystadt est une ville de Bavière (Allemagne), située dans l'arrondissement de Neumarkt in der Oberpfalz, dans le district du Haut-Palatinat.

## Histoire
| Appartenances historiques Duché de Bavière-Landshut 1386-1392 Duché de Bavière-Ingolstadt 1392-1427 Palatinat-Neumarkt 1427-1448 Palatinat-Mosbach-Neumarkt 1427-1499 Palatinat du Rhin 1499-1505 Duché de Palatinat-Neubourg 1505–1648 Électorat de Bavière 1648–1806 Royaume de Bavière 1806–1918 République de Weimar 1918–1933 Reich allemand 1933–1945 Allemagne occupée 1945–1949 Allemagne 1949–présent |